# Panurgus vachali
Panurgus vachali är en biart som beskrevs av Pérez 1895. Panurgus vachali ingår i släktet fibblebin, och familjen grävbin. Inga underarter finns listade i Catalogue of Life.